# Кешишян, Алек
А́лек Кешишян (арм. Ալեք Գևորգի Քեշիշեան; род. 30 июля 1964, Бейрут, Ливан) — американский кинорежиссёр, сценарист, кинопродюсер и режиссёр музыкальных клипов армянского происхождения. Его документальный фильм «В постели с Мадонной» (1991), был самым кассовым документальным фильмом всех врёмен до 2002 года; это «изменило то, как кинематографисты исследовали мир знаменитостей» и оказало глубокое влияние на представление ЛГБТК в кино.

## Биография
Кешишян родился в Бейруте в семье Сесиль Кешишян (урождённая Симонян) и Кеворка Кешишяна, педиатра. Семья иммигрировала в США в 1969 году. Некоторое время они жили в Бруклайне (штат Массачусетс), а затем переехали в Манчестер (штат Нью-Гэмпшир). Погружённые в армянскую общину, Кешишяны часто принимали у себя армянских беженцев, а Кешишян и его младшая сестра Алин выросли, говоря по-английски и по-армянски. Оба родных брата выступали в детстве и гастролировали с Детским театром Нью-Гэмпшира, Американским Детским театром и национальной гастрольной компанией «Мне нравится США».
Кешишян учился в школе Св. Павла и Гарвардском университете, который окончил с отличием в 1986 году. Его дипломной работой была поп-оперная адаптация «Грозового перевала». Постановка, в которую вошла музыка Кейт Буш и Мадонны, привлекла значительное внимание.

## Карьера

### Музыкальные клипы, В постели с Мадонной, С почестями
Кешишян переехал в Лос-Анджелес после окончания учёбы, где снимал музыкальные клипы для таких артистов, как Бобби Браун, Run-DMC и Элтон Джон. В 1991 году, когда ему было 26 лет, ему позвонила Мадонна; она видела «Грозовой перевал» на видеокассете и следила за его карьерой. Через четыре часа после их разговора Кешишян отправился на репетицию мирового турне Blond Ambition.
Первоначально по заказу HBO для съёмки закулисных кадров Мадонны в начале тура Blond Ambition в Японии, Кешишян снимал «всё, вне сцены и на сцене». Сила японских кадров, а также взаимопонимание между Кешишианом и Мадонной привели к созданию фильма «В постели с Мадонной», который стал самым кассовым документальным фильмом своего времени. В статье, посвящённой 30-летию выхода фильма, The Guardian сообщил, что Кешишян был «менее очарован, по общему признанию, впечатляющим шоу Мадонны на сцене, чем вольным цирком её закулисной жизни, окружённой её самопровозглашённой „семьёй“ ассистентов, помощников и преимущественно странных подтанцовок… Кешишян сравнил команду с непристойным ансамблем из фильма Федерико Феллини; „В постели с Мадонной“, в свою очередь, превратился в „Сладкую жизнь“ рок-документалистики, хаотично-свободную форму, пленённую чувственностью и декадансом, и снимался в основном в гибких, зернистых чёрно-белых тонах для максимальной достоверности».
В 1991 году Кешишян снял художественный фильм «С почестями», в котором снимались Джо Пеши, Брендан Фрейзер и Патрик Демпси. Несмотря на то, что он стал лидером по кассовым сборам за неделю после выхода, реакция критиков на фильм была «вялой».

### Коммерческая деятельность, Любовь и другие катастрофы, Я и мой мир
В 29 лет Кешишян переехал в Лондон, где сосредоточился на фотографии и рекламе. Он производил работы для таких клиентов, как Coca-Cola, Peugeot, Volkswagen, Brut by Fabergé, Aprilia, Baileys и Max Factor. Он также написал, снял и продюсировал независимый фильм «Любовь и другие катастрофы» (2006). Премьера фильма состоялась на Международном кинофестивале в Торонто и была показана в качестве гала-показа на Лондонском ЛГБТ-кинофестиваль. Аутфест также показал фильм.
Вернувшись в США в 2006 году, он руководил рекламными роликами и специальными проектами, включая две кампании Дженнифер Энистон Smartwater. Он также снял комедийные шорты для душа, в которых участвовали Челси Хэндлер с Сандрой Буллок и Конаном О’Брайеном.
В 2011 году в соавторстве с Мадонной написал сценарий к фильму «МЫ. Верим в любовь».
В 2015 году Кешишян снял клип на песню Селены Гомес «Hands to Myself». В 2016 году, намереваясь снять документальный фильм, Кешишян снял живые и закулисные кадры Гомес во время её первого тура Stars Dance Tour. Документальный проект в конечном итоге был отложен; Кешишян сказал в более позднем интервью, что Гомес в то время не была в «отличном месте».
В 2019 году Гомес попросила его снять поездку, которую она совершала в Кению от лица благотворительной организации, и документальный фильм был повторно представлен. Кешишян отснял для фильма более 200 часов реальных кадров. В обзоре в The New York Times Крис Аззопарди написал, что фильм был «искренним и обнажающим душу» и что Кешишян "применил такое же волшебство к Мадонне для «В постеле с Мадонной», отметив, что «Я и мой мир» «смотрит наружу», определяя борьбу как человеческое состояние". Документальный фильм получил название «Селена Гомес: Я и мой мир» и был представлен в 2022 году.

## Видеография
| Год  | Название                      | Исполнитель      | Роль     |
| ---- | ----------------------------- | ---------------- | -------- |
| 1984 | Like a Virgin                 | Мадонна          | Режиссёр |
| 1988 | (He's Got) The Look           | Ванесса Уильямся | Режиссёр |
| 1988 | Dreamin'                      | Ванесса Уильямся | Режиссёр |
| 1988 | Don’t Be Cruel                | Бобби Браун      | Режиссёр |
| 1988 | My Prerogative                | Бобби Браун      | Режиссёр |
| 1988 | Don't Rush Me                 | Тейлор Дейн      | Режиссёр |
| 1988 | Darlin' I                     | Ванесса Уильямся | Режиссёр |
| 1989 | Every Little Step             | Бобби Браун      | Режиссёр |
| 1989 | On Our Own                    | Бобби Браун      | Режиссёр |
| 1989 | Sacrifice                     | Элтон Джон       | Режиссёр |
| 1991 | Holiday                       | Мадонна          | Режиссёр |
| 1992 | This Used to Be My Playground | Мадонна          | Режиссёр |
| 1994 | I’ll Remember                 | Мадонна          | Режиссёр |
| 2000 | Hold Me                       | Savage Garden    | Режиссёр |
| 2002 | Insatiable                    | Savage Garden    | Режиссёр |
| 2016 | Hands to Myself               | Селена Гомес     | Режиссёр |
| 2017 | Save It Til Morning           | Ферги            | Режиссёр |

## Фильмография
| Год  |     | Русское название           | Оригинальное название      | Роль      |
| ---- | --- | -------------------------- | -------------------------- | --------- |
| 1991 | док | В постели с Мадонной       | Truth or Dare              | Режиссёр  |
| 1994 | ф   | С почестями                | With Honors                | Режиссёр  |
| 2006 | ф   | Любовь и другие катастрофы | Love and Other Disasters   | Режиссёр  |
| 2011 | ф   | МЫ. Верим в любовь         | W. E.                      | Сценарист |
| 2022 | док | Селена Гомес: Я и мой мир  | Selena Gomez: My Mind & Me | Режиссёр  |